# ليزا بليكان
ليزا بليكان (بالإنجليزية: Lisa Pelikan)‏ هي مخرجة وممثلة أمريكية، ولدت في 12 يوليو 1954 ببيركيلي في الولايات المتحدة.

## أعمال

### أفلام
- (1977) جوليا
- (1991) العودة إلى البحيرة الزرقاء[5]

## وصلات خارجية
- ليزا بليكان على موقع IMDb (الإنجليزية)
- ليزا بليكان على موقع قاعدة بيانات برودواي على الإنترنت (الإنجليزية)
- ليزا بليكان على موقع قاعدة بيانات الفيلم (الإنجليزية)